# 潋城城堡
潋城城堡，位于中国福建省福鼎市秦屿镇潋城村，明嘉靖十一年（1532年），为抵御倭寇，朝廷委派官员监建，由王、叶、杨、刘等几个大姓分段建城堡。城堡石构，周长1127米，城墙高5—6米，宽4—5米。垣墙高1.5米，厚1.2米；环城设四座炮台，配备四门炮；有东、西、南三个城门，城内有环城路、古街等，水道四通八达；城外有护环城河。2009年11月16日公布为第七批福建省文物保护单位。